# Бескрайняя улица (Липецк)
Бескра́йняя у́лица — улица в Советском округе Липецка. Проходит по территории Мирного от Загородной улицы до улицы Фабрициуса. Пересекает Авиационную улицу и переулки Пестеля, Макаренко и Рылеева.

## История
Получила своё название 25 февраля 1958 года. Вероятно, в нём отражено её «бескрайнее» расстояние — она имеет наибольшую длину среди всех мирнинских улиц (830 метров).

## Застройка
По нечётной стороне, а также по чётной на участке между Загородной и Авиационной улицами застроена частными домами. На остальном участке чётной стороны стоят уже многоквартирные дома.

## Транспорт
- Автобус 2т, 306, 322, 325, 343, 345, 346, 359, 378 ост.: «11-й микрорайон», «12-й микрорайон», «Рынок 9-го микрорайона», «Ул. Циолковского».
- Трамвай 1, 2, авт. 17, 24, 317, 321, 324 ост.: «Московская ул.», «Швейная фирма».